# Regionalfernsehen Harz
RFH (Regionalfernsehen Harz) (ursprünglich TV Harz) ist ein regionaler Fernsehsender in den Landkreisen Harz, Salzlandkreis und Goslar. Das Sendegebiet umfasst die Städte Halberstadt, Quedlinburg, Wernigerode, Aschersleben, Blankenburg, Benzingerode, Heimburg und Goslar.

## Geschichte
1996 startete ein Teletext-Informationssystem in den Städten Blankenburg, Quedlinburg und Oberhasserode. Im Oktober 1997 wurde unter dem Namen TV Harz die ersten Sendungen ausgestrahlt. Bereits im darauffolgenden Jahr gab es regelmäßig zweimal wöchentlich Sendungen. Mit der Umbenennung im Jahr 2000 in RFH (regionalfernsehen Harz) wird auch das Sendegebiet auf das Stadtgebiet von Aschersleben erweitert. Eine Umstrukturierung im Programm ergab sich 2001, seitdem wird fünfmal wöchentlich RFH aktuell und zweimal wöchentlich RFH sport. 2002 wird die Genehmigung zum regulären Sendebetrieb (Sendelizenz) erteilt, 2008 wird sie um weitere fünf Jahre verlängert. 2006 wird das Sendegebiet auch nach Niedersachsen erweitert und Goslar angeschlossen.

## Programm
In der 30-minütigen Sendung "RFH aktuell", die dienstags bis sonnabends jeweils zur vollen Stunde läuft, werden die Zuschauer über die Nachrichten der Region, Ereignisse usw. informiert. In der restlichen Zeit laufen Magazine wie Full TV, Mos grüne Welt, Kino News TV, Dauerwerbesendungen oder Teleshoppingangebote.
Daneben werden im Auftrag Produktionen hergestellt, die meist auf DVD verkauft und verkürzt im Programm wiedergegeben werden.

## Empfang
RFH ist über die meisten örtlichen Kabelnetze und online via Livestream zu empfangen. Derzeit wird RFH analog eingespeist in Aschersleben, Staßfurt, Quedlinburg, Halberstadt, Wernigerode, Ilsenburg (Harz), Heimburg, Tanne und Blankenburg. Zusätzlich wird RFH im Digital-TV in den Städten Halberstadt, Aschersleben, Blankenburg, Staßfurt und Quedlinburg verfügbar gemacht.
Kabel Deutschland hatte Anfang 2010 die Einspeisung in seine Netze Halberstadt, Wernigerode und Ilsenburg beendet, zum August allerdings wieder aufgenommen. Seit 2020 ist das Regionalfernsehen Harz auch über MagentaTV zu sehen.